# Miasteczko Pleasantville
Miasteczko Pleasantville (ang. Pleasantville) – amerykański komediodramat z 1998 roku w reżyserii Gary’ego Rossa. Zdjęcia kręcono w Los Angeles i okolicach.
W filmie rodzeństwo David (Tobey Maguire) i Jennifer (Reese Witherspoon), żyjące w latach 90., w niespodziewany sposób przenosi się do świata popularnego serialu z lat 50., stając się głównymi bohaterami serialu.

## Obsada
- Joan Allen – Betty Parker
- Tobey Maguire – David/Bud Parker
- Jeff Daniels – Bill Johnson
- Reese Witherspoon – Jennifer / Mary Sue Parker
- Jason Behr – Sługus Marka
- William H. Macy – George Parker
- J.T. Walsh – Wielki Bob
- Don Knotts – Człowiek naprawiający telewizory
- Paul Walker – Skip Martin
- Marley Shelton – Margaret Henderson
- Jane Kaczmarek – Matka Davida i Jennifer
- Marissa Ribisi – Kimmy

## Opis fabuły
Stany Zjednoczone, lata 90. Rodzeństwo David (Tobey Maguire) i Jennifer (Reese Witherspoon) w czasie kłótni o to, jaki kanał telewizyjny wybrać, wyrywa sobie pilota z rąk. Pilot, bez którego ich nowego telewizora nie da się uruchomić, ulega zniszczeniu. David jest zrozpaczony, bo nie będzie mógł oglądać kolejnego odcinka komediowego, czarno-białego sitcomu "Miasteczko Pleasantville" z lat 50. Jednak chwilę później zjawia się tajemniczy starszy pan (serwisant TV) i wręcza Davidowi nowy pilot o dość nietypowym wyglądzie. Okazuje się, że pilot ten jest przepustką do innego świata. Przenosi ich do czarno-białego Miasteczka Pleasantville i spostrzegają, że wyglądają jak ich rówieśnicy z serialu, dzieci wzorowej rodziny – Mary Sue Parker i Bud Parker.